# Lepidoblepharis microlepis
Lepidoblepharis microlepis — вид геконоподібних ящірок родини Sphaerodactylidae. Ендемік Колумбії.

## Поширення і екологія
Lepidoblepharis microlepis відомі з типової місцевості, розташованої на заході департамента Антіокія. Вони живуть у вологих рівнинних тропічних лісах, серед опалого листя.